# Józef Szyfter
Józef Szyfter (ur. 26 lutego 1893 w Stęszewie, zm. 2 kwietnia 1940 w Katyniu) – kapitan pilot Wojska Polskiego, uczestnik I wojny światowej, powstaniec wielkopolski, uczestnik wojny polsko-bolszewickiej i ofiara zbrodni katyńskiej, dzierżawca majątku Mrowino k. Poznania. Kawaler Orderu Virtuti Militari.

## Życiorys
Syn Walentego i Anny z domu Weychan urodzony 26 lutego 1893 r. w Stęszewie . Podjął naukę w Gimnazjum im. św. Marii Magdaleny w Poznaniu, ale za głoszenie poglądów patriotycznych został z niego wyrzucony. Następnie kształcił się w szkole kupieckiej.
W wieku dwudziestu lat został powołany do służby w armii niemieckiej (2. kompania 1 batalionu balonowego w Berlinie). 2 stycznia 1915 r. został skierowany na front zachodni. Walczył w różnych oddziałach balonowych (m.in. w 118 batalionie balonowym i 37 batalionie balonowym). Został dwukrotnie ranny i raz kontuzjowany (nieudany skok ze spadochronem). Wojnę zakończył w stopniu sierżanta sztabowego.
Wrócił do rodzinnego Stęszewa i zorganizował kompanię powstańczą, która rozbroiła stęszewskich Niemców. W dniu wybuchu powstania wielkopolskiego (27 grudnia 1918 r.) wyruszył na czele powstańców do Poznania. Uczestniczył w walkach w mieście. 6 stycznia 1919 r. po zdobyciu niemieckiego lotniska wojskowego we wsi Ławica, jego kompanię (jako 3 kompanię wartowniczą) przydzielono do Stacji Lotniczej Ławica.

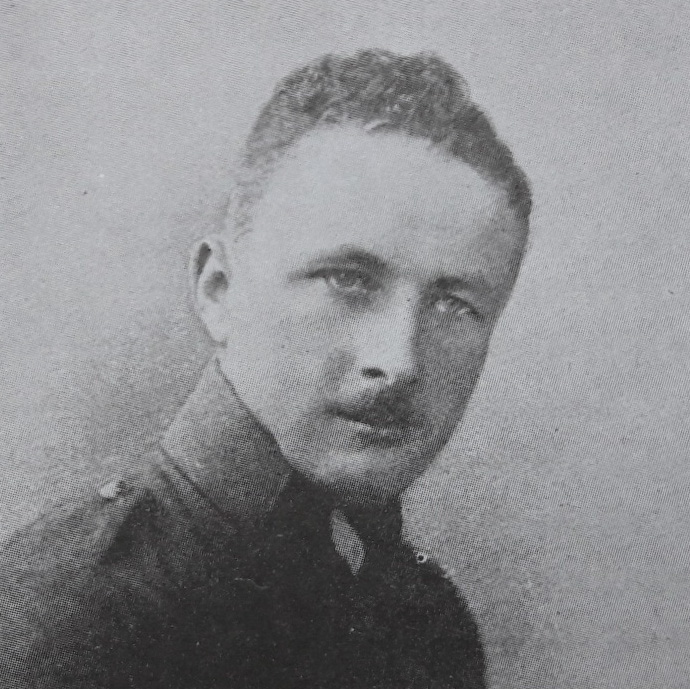
Józef Szyfter, ppor, 4 e.w.

Awansował na podporucznika (21 lutego 1919 r.). Od 25 czerwca 1919 do 4 lutego 1920 r. szkolił się w pilotażu w Szkole Lotniczej we wsi Ławica (przekształconej pod koniec 1919 r. w Wyższą Szkołę Pilotów). Ukończył szkolenie i otrzymał przydział do eskadry szkolnej przy Oficerskiej Szkole Obserwatorów Lotniczych.
Latem 1920 roku personel szkoły (w tym Józef Szyfter) wybrał najlepsze samoloty i jako 4 eskadra wywiadowcza brał udział w wojnie polsko-bolszewickiej. 19 sierpnia 1920 r. dostał się do niewoli bolszewickiej (awaria silnika). Tego samego dnia wraz z obserwatorem i samolotem zdołał uciec. Do 14 października wykonał 28 lotów bojowych, z czasem otrzymał stanowisko dowódcy tej eskadry. 14 października, podczas lotu w załodze z Janem Röderem, pod Baranowiczami z powodu awarii silnika, w konsekwencji wypadku lotniczego złamał obie nogi.
We wrześniu 1921 r. wyszedł ze szpitala i otrzymał przydział do 3 pułku lotniczego w Poznaniu i został komendantem Portu Lotniczego Ławica. Na początku 1924 r. został awansowany na kapitana (ze starszeństwem z dniem 1 lipca 1923 r.). 30 czerwca 1926 r. przeniesiony do rezerwy.
Pracował w majątku ziemskim Mrowino. Angażował się w życie społeczne. Działał w organizacjach patriotycznych m.in. był prezesem Towarzystwa Powstańców i Wojaków w Tomicach. Sprawował komendę nad 3 kompanią Strzelca w Stęszewie.
Zmobilizowany 31 sierpnia 1939 r., mianowany dowódcą kompanii wartowniczej w Bazie Lotniczej nr 3. Ewakuował się na tzw. przedmoście rumuńskie (ówczesna południowo-wschodnia Polska), ale nie zdążył dotrzeć do Rumunii. Trafił do niewoli radzieckiej 17 września we wsi Zwiniacze. Osadzono go w obozie w Kozielsku. 2 kwietnia 1940 r. został wywieziony do lasu katyńskiego (LW z 2.4.1940 r.(druga),poz.123) a następnie zamordowany przez żołnierzy NKWD.

## Życie prywatne
Żonaty z Czesławą Piasecką (zm. 1975). Miał czworo dzieci: Czesława, Mariana, Alinę i Sylwerię (lekarz stomatolog w Wągrowcu).

## Ordery i odznaczenia
- Krzyż Srebrny Orderu Virtuti Militari nr 4688[8]
- Krzyż Niepodległości (9 listopada 1932)[9]
- Krzyż Walecznych (dwukrotnie)
- Krzyż Kampanii Wrześniowej (pośmiertnie, 1 stycznia 1986)
- Medal Pamiątkowy za Wojnę 1918–1921[10]
- Medal Dziesięciolecia Odzyskanej Niepodległości[10]
- Polowa Odznaka Pilota nr 78 (11 listopada 1928) „za loty bojowe nad nieprzyjacielem w czasie wojny 1918–1920”[11]
- Odznaka za Rany i Kontuzje (dwukrotnie)[10]
- Krzyż Żelazny II klasy (Cesarstwo Niemieckie)